# Bitwa pod Karkar (853 p.n.e.)
Bitwa pod Karkar – starcie zbrojne, do którego doszło w 853 p.n.e. w pobliżu syryjskiego miasta Karkar. Bitwa rozegrała się pomiędzy wojskami koalicji 12 królestw Syro-Palestyny dowodzonych przez Hadadezera z Aram-Damaszku, Irhuleni z Hamat i Achaba z Izraela a asyryjską armią dowodzoną przez króla Salmanasara III. Jedynym źródłem informacji o bitwie jest inskrypcja na tzw. steli Salmanasara III. Według niej asyryjski król zadać miał koalicji druzgocącą klęskę. Wielu badaczy obecnie jednak uważa, iż bitwa ta nie zakończyła się zdecydowanym zwycięstwem żadnej ze stron.